# SexyBack
Singles de Justin Timberlake
Signs
(2005) My Love
(2006)
SexyBack est une chanson du chanteur de pop américain Justin Timberlake. C'est le 1er single extrait de son second album FutureSex/LoveSounds, sorti le 25 août 2006 en Europe. Produit par Timbaland et son bras droit Danja. Le titre a rencontré d'abord beaucoup de succès dans les discothèques après sa sortie en juillet 2006 aux États-Unis avant de devenir un succès international.
Il existe une version remix du morceau avec les Clipse, disponible sur la version « Deluxe » de l'album ainsi que sur la compilation de Timbaland, Remix and Soundtrack Collection.

## Influences
Ce morceau pop est fortement influencé par l'environnement house / dance adapté aux passages en boîtes de nuit. Le beat délivré par Timbaland et Danja est souvent considéré comme futuriste pour un son pop et lui-même a déclaré considérer ce morceau comme le Thriller des années 2000. L'une des phrases chantées par Justin Timberlake (en l'occurrence I'm Bringing SexyBack) est devenue très populaire, surtout aux États-Unis puisque des artistes comme Lil'Kim n'ont pas hésité lors des MTV Video Music Awards 2006 de la lancer en plein show.

## Clip vidéo
Le clip de SexyBack a été tourné dans un immeuble luxueux de Barcelone avec l'actrice espagnole Elena Anaya. Le réalisateur, Michael Haussman, souhaitait au départ la présence d'Eva Green, la James Bond Girl de Casino Royale, mais elle déclina l'invitation. Le clip s'inspire de celui de Take a Bow de Madonna, également réalisé par Michael Haussman. La 1re diffusion de clip de SexyBack a été dans Making the Video sur MTV le 25 juillet 2006. La vidéo a été classée 4e dans le Top 40 Music Videos of the Year de VH1.

## Classements et certifications
| Classement (2006)                       | Meilleure position |
| --------------------------------------- | ------------------ |
| Allemagne (Media Control AG)            | 1                  |
| Australie (ARIA)                        | 1                  |
| Autriche (Ö3 Austria Top 40)            | 5                  |
| États-Unis (Hot 100)                    | 1                  |
| États-Unis (Pop Airplay)                | 1                  |
| États-Unis (Dance Club Songs)           | 1                  |
| États-Unis (R&B/Hip-Hop Songs)          | 11                 |
| États-Unis (Adult Pop Songs)            | 18                 |
| Europe (Hot 100)                        | 1                  |
| Belgique (Flandre Ultratop 50 Singles)  | 3                  |
| Belgique (Wallonie Ultratop 50 Singles) | 2                  |
| Danemark (Tracklisten)                  | 12                 |
| Écosse (OCC)                            | 1                  |
| Finlande (Suomen virallinen lista)      | 3                  |
| France (SNEP)                           | 8                  |
| Hongrie (Single Top 40)                 | 3                  |
| Hongrie (Dance Top 40)                  | 11                 |
| Irlande (IRMA)                          | 1                  |
| Italie (FIMI)                           | 3                  |
| Nouvelle-Zélande (RMNZ)                 | 1                  |
| Norvège (VG-lista)                      | 1                  |
| Pays-Bas (Top 40)                       | 5                  |
| Tchéquie (IFPI Rádio)                   | 12                 |
| Royaume-Uni (UK Singles Chart)          | 1                  |
| Royaume-Uni (UK R&B Chart)              | 1                  |
| Slovaquie (IFPI Rádio)                  | 4                  |
| Suède (Sverigetopplistan)               | 5                  |
| Suisse (Schweizer Hitparade)            | 2                  |

| Classement (2006)      | Position |
| ---------------------- | -------- |
| Allemagne              | 21       |
| Australie              | 4        |
| Autriche               | 46       |
| Belgique (Flandre)     | 34       |
| Belgique (Wallonie)    | 29       |
| États-Unis (Hot 100)   | 9        |
| États-Unis (Pop Songs) | 6        |
| Irlande                | 8        |
| Italie                 | 40       |
| Pays-Bas               | 42       |
| Nouvelle-Zélande       | 9        |
| Royaume-Uni            | 10       |
| Suède                  | 23       |
| Suisse                 | 22       |

| Pays                     | Certifications |
| ------------------------ | -------------- |
| Australie (ARIA)         | Platine        |
| Canada (CRIA)            | Triple platine |
| Nouvelle-Zélande (RIANZ) | Platine        |
| États-Unis (RIAA)        | Triple platine |

## Historique de sortie
| Pays       | Date           | Format                            | Label        |
| ---------- | -------------- | --------------------------------- | ------------ |
| États-Unis | 7 juillet 2006 | CD single, téléchargement digital | Jive Records |
| Europe     | 25 août 2006   | CD single, téléchargement digital | Jive Records |